# 2a Divisió (Exèrcit Popular de la República)
La 2a Divisió va ser una de les divisions de l'Exèrcit Popular de la República que es van organitzar durant la Guerra Civil espanyola sobre la base de les Brigades Mixtes. Va estar desplegada en el front de la Sierra de Madrid.

## Historial
La divisió va ser creada el 31 de desembre de 1936, en el si del I Cos d'Exèrcit, a partir de les forces milicianes que guarnien la Serra de Guadarrama. La 2a Divisió va tenir un paper rellevant durant l'ofensiva de Segòvia, al comandament del tinent coronel Luis Barceló, realitzant les seves unitats un atac de distracció sobre l'Alto del León.
Durant la resta de la contesa no va participar en operacions militars de rellevància.

## Comandaments
Comandants
- tinent coronel d'enginyers Domingo Moriones;[2]
- coronel d'Infanteria Enrique Navarro Abuja;[3]
- tinent coronel d'infanteria Luis Barceló Jover;[4]
- major de milícies José Suárez Montero;[5]
- major de milícies Casto Losada Quiroga;

Comissaris
- José Delgado Prieto, del PSOE;[5]

Caps d'Estat Major
- capità d'enginyers Juan Manzano Porqueres;

## Ordre de batalla
| Data             | Cos d'Exèrcit adscrit | Brigades Mixtes integrades | Front de batalla |
| ---------------- | --------------------- | -------------------------- | ---------------- |
| Desembre de 1936 | I Cos d'Exèrcit       | 29a, 30a i 31a             | Centre           |
| Desembre de 1937 | I Cos d'Exèrcit       | 29a, 30a i 31a             | Centre           |
| Abril de 1938    | I Cos d'Exèrcit       | 29a, 30a i 34a             | Centre           |